# August von der Groeben
August von der Groeben (23. února 1828 Eversburg u Osnabrücku – 3. července 1866 Všestary u Hradce Králové) byl německo-rakouský důstojník, dělostřelec a kavalerista. Posmrtně proslul jakožto velitel tzv. Baterie mrtvých, rakouské 7. jízdní dělostřelecké baterie, která v bitvě u Hradce Králové utrpěla těžké ztráty.

## Život

### Mládí
Narodil se v Eversburgu u Osnabrücku (pozdější součást města) v Německu jako syn hannoverského podplukovníka Augusta Ludwiga Otta von der Groebena a jeho manželky Ernestine von der Marwitz.

### Vojenská kariéra
10. července 1844 vstoupil jako sedmnáctiletý k dělostřelectvu rakouské císařsko-královské armády, výcviku se mu dostalo u polního dělostřeleckého pluku č. 2. 1. prosince 1844 byl povýšen do hodnosti dělostřeleckého kadeta a 1. června 1848 pak převelen k bombardovacímu dělostřelectvu.
V průběhu revoluce 1848 v Rakousku se pod plukovníkem Friedrichem von Sonnenmayerem ve dnech 28. až 31. října se účastnil zúčastnil dobytí Vídně. Během tažení při povstvání v Uhrách v roce 1849 se zúčastnil bitvy u Isaszegu, bitvy u Rakos, dobytí Raabu a bitev u Komárna a Temešváru. 16. března 1853 byl povýšen na poručíka, 25. února 1862 pak na kapitána.

### Úmrtí

Václav Sochor: Baterie mrtvých

Se svou 7. jízdní dělostřeleckou baterií se, jakožto součást tzv. Labské armády, zúčastnil tažení proti pruské armádě ve východních Čechách během vypuknuvší prusko-rakouské války v létě roku 1866. 3. července byl nasazen během bitvy u Hradce Králové na strategickém stanovišti vrchu Chlum, kde jeho jednotka tvořila krycí zálohu dělostřeckých baterií. Obrana Chlumu byla svěřena plukovníku Carlu von Eppanovi. Krátce po 13. hodině nařídil brigádní generál Charles de Appiano své brigádě, která se nacházela pod těžkou nepřátelskou palbou, aby lokaci evakuovala. Dělostřelectvo rakouského III. sboru se pokusilo palbou zastavit přední linii nepřátelské pěchoty, jižně od obce se stále bránil prapor 46. pěšího pluku.

Poté, co došlo k dobytí obce Chlum Prusy, 7. baterie pod velením kapitána von der Groebena namísto ústupu změnila směr palby a zahájila krytí ústupu dalších baterií zahájením palby kartáčovou municí ve snaze zabránit postupu Prusů směrem na Chlum. Takzvaná „Baterie mrtvých“ byla napadena ze severu v týlu a po vystřelení asi jedenácti salv zcela zničena pruským 1. přepadovým gardovým pěším plukem. Baterie ztratila 53 vojáků a 68 koní a také sedm z osmi děl, ale akce brigády, která se stále držela jihovýchodně od Chlumu, umožnila odtržení a ústup brigády generála Appiana. 

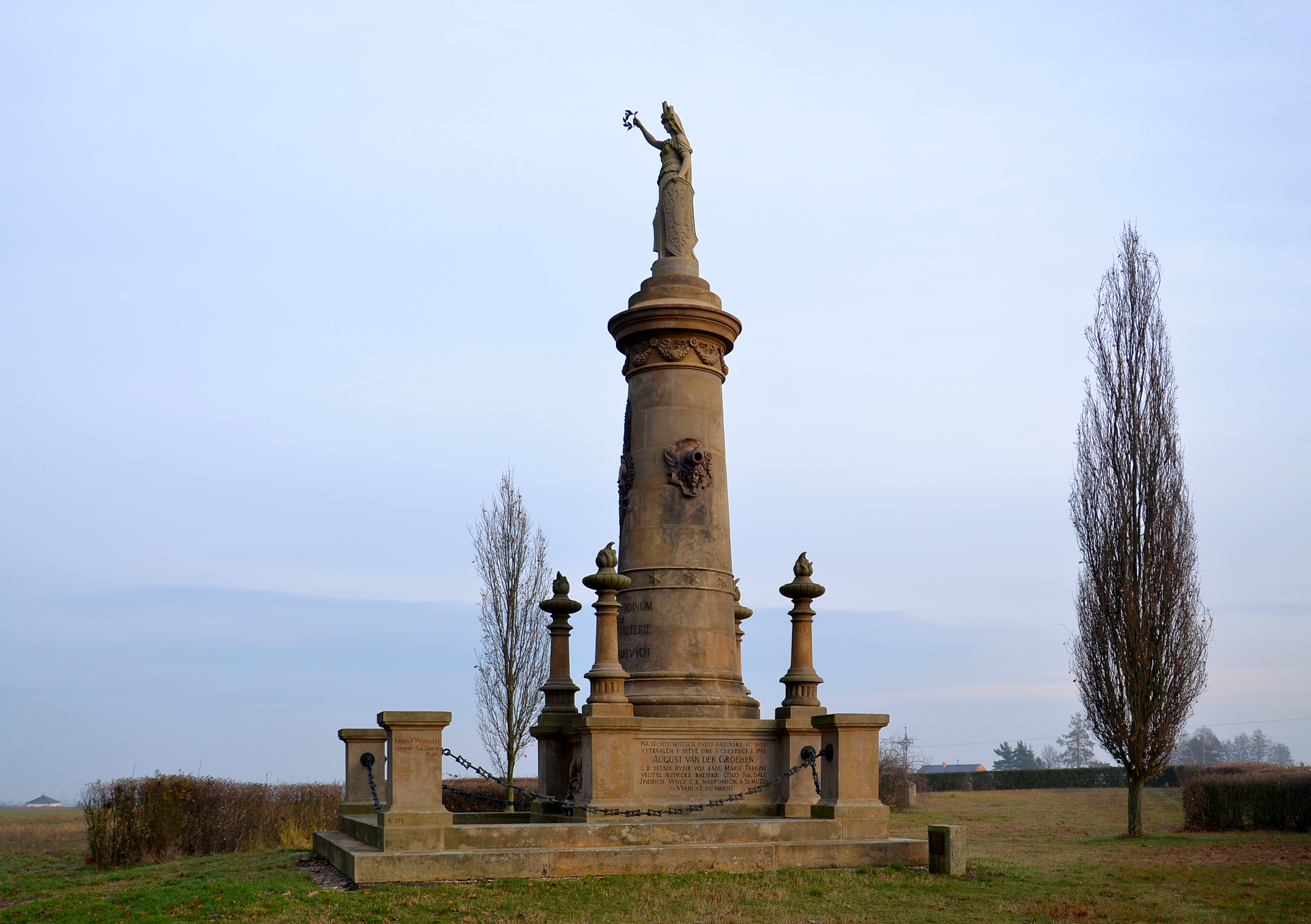
Pomník "Mrtvé baterie" – rakouské jízdní dělostřelecké baterie č. 7./VI1I

August von der Groeben v boji padl, ve věku 38 let. Pohřben byl ve společném hrobě jednotky na vojenském hřbitově v Chlumu u Všestar.
Za své hrdinské činy byl posmrtně vyznamenán Rytířským křížem řádu Marie Terezie.

### Památka
Osud rakouské jízdní dělostřelecké baterie č. 7./VI1I připomíná také pískovcový památník tvoří pískovcový sloup se sochu Austrie na vrcholu, zhotovený Janem Janderou z Hořic podle návrhu architekta Václava Weinzettla. Na jeho podstavci je vepsáno von der Groebenovo jméno.